# Valentine (Roy Harper)
Valentine è il settimo album di Roy Harper. 

## Tracce

### Lato A
1. "Forbidden Fruit" - 2:35
2. "Male Chauvinist Pig Blues" - 3:36
3. "I'll See You Again" - 4:58
4. "Twelve Hours Of Sunset" - 5:06
5. "Acapulco Gold" - 4:06

### Lato B
1. "Commune" - 4:34
2. "Magic Woman (Liberation Reshuffle)" - 6:35
3. "Che" - 3:04
4. "North Country" - 4:35
5. "Forever" - 2:52

### Bonus tracks della riedizione del 1989
1. "Home" (studio) - 3:10 - (da Flashes From The Archives Of Oblivion)
2. "Too Many Movies" (live) - 6:35 - (da Flashes From The Archives Of Oblivion)
3. "Home" (live) - 6:11 - (da Flashes From The Archives Of Oblivion)

## Formazione
- Roy Harper - chitarra e voce
- Ian Anderson - flauto in "Home"
- David Bedford
- Steve Broughton
- Mike Gibbs
- Ronnie Lane
- Max Middleton
- Keith Moon
- Jimmy Page
- Pete Sears
- Marty Simon
- Tim Walker